# Anauxesida cuneata
Anauxesida cuneata là một loài bọ cánh cứng trong họ Cerambycidae.